# Tortenwurf

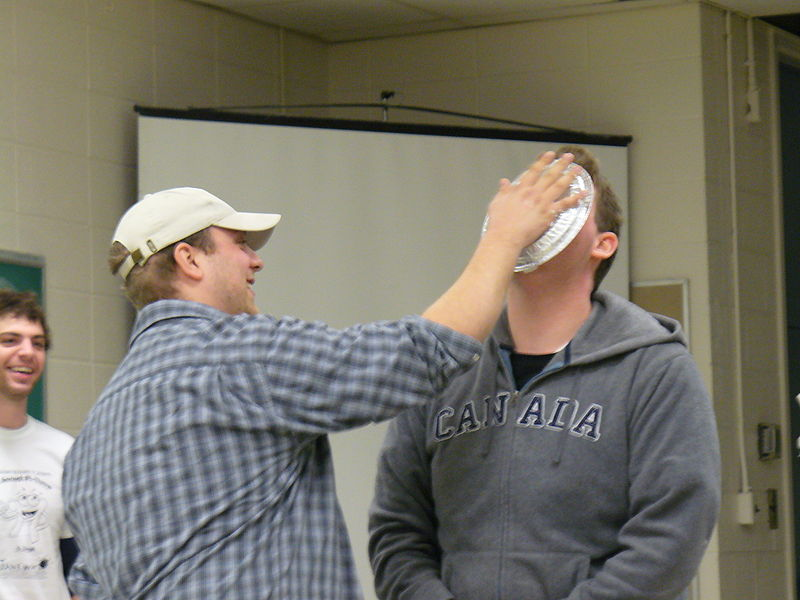
Freiwillige Tortung bei einer Wohltätigkeitsveranstaltung einer Universität

Als Tortenwurf bezeichnet man den Wurf einer Torte ins Gesicht eines Menschen mit dem Ziel, das Opfer der Lächerlichkeit preiszugeben. Hierbei ist zwischen einem in Slapstick-Komödien verwendeten so genannten Tortengag und einem politischen Tortenattentat bzw. einer Tortung zu unterscheiden. Wirft eine größere Anzahl an Leuten gleichzeitig mit Torten, wird dies als Tortenschlacht bezeichnet.
Das Phänomen ist ausschließlich in Ländern bzw. Regionen verbreitet, in denen weder Nahrungsmittelknappheit noch Hunger präsent sind. Ob das Werfen von Torten als aktive Form der Lebensmittelverschwendung zu verurteilen ist, wird – je nach Kontext – individuell unterschiedlich bewertet.

## Tortenwürfe in der Unterhaltungsbranche: Tortengag, Tortenschlacht
Tortenwürfe in Gesichter wurden von der frühen Stummfilmzeit bis weit in die Epoche des Tonfilms hinein als regelmäßiges und damals auch effektives Element filmischen Slapsticks eingesetzt, unter anderen in den Werken der Marx Brothers, von Stan Laurel und Oliver Hardy sowie später auch von Jerry Lewis. Auch im Varieté des 19. Jahrhunderts sind gelegentlich Torten geworfen worden, und das Motiv mit seiner vorgeblichen Komik war dem Publikum auch von Wurfbuden auf Jahrmärkten bekannt. Als erste filmische Verarbeitung des Tortengags gilt der Film Mr. Flip mit Ben Turpin. Im Lauf der Jahre wurde dieses Motiv so stark beansprucht, dass Rezipienten den Tortenwurf als klischeeartiges Stilmittel juvenilen Brachialhumors wahrzunehmen lernten. Seit der zweiten Hälfte des 20. Jahrhunderts ziehen Filmemacher Tortenwürfe daher praktisch nur noch als Hommage oder als eine Art ironisches Bekenntnis zur eigenen künstlerischen Anspruchslosigkeit heran (z. B. Spielfilm Die total beknackte Nuß von 1992).
Eine detaillierte Anleitung mit allerlei Varianten wird von der britischen Komikergruppe Monty Python im Film Monty Python Live at the Hollywood Bowl plastisch vorgetragen.
Im Film Die Schlacht des Jahrhunderts von 1927 mit Stan Laurel und Oliver Hardy wurde eine bis dahin beispiellose Tortenschlacht dargestellt, bei der für die Dreharbeiten 3000 Torten hergestellt wurden. Die bislang größte im Film dargestellte Tortenschlacht wird dem Film Das große Rennen rund um die Welt von 1965 zugerechnet. Ebenfalls eine herausragende Rolle in der Geschichte des filmischen Tortenwurfs nimmt der Film Bugsy Malone ein, eine Parodie auf Gangsterfilme, die ausschließlich mit Kindern besetzt wurde. Um die Klischees jenes Genres zu persiflieren, wurden konsequent Explosivstoffe und Schusswaffen durch Sahnetörtchen und so genannte „Frost Guns“ (deutsch etwa: Zuckerguss-Knarren), die Buttercremesalven verschießen, ersetzt.

## Tortenwürfe als politische Ausdrucksform: Tortenattentat, Tortung
Unter Tortenattentat oder Tortung versteht man einen Akt handgreiflicher Aktionskunst oder handgreiflichen politischen Protests, bei dem eine Person des öffentlichen Lebens mit einer Torte beworfen wird oder diese ins Gesicht gedrückt bekommt. Das Wort „Tortung“ ist allerdings hauptsächlich in Österreich gebräuchlich. Die französische Sprache kennt die Begriffe „entarteur“ und „entartiste“ für den Urheber eines Tortenattentats. Im Englischen wird „pieing“ verwendet.
Tortenwürfe als Mittel der Bloßstellung von Menschen sind bereits für die 1960er Jahre dokumentiert. Für Deutschland ist die Torte als politisches Kampfmittel bis zum Jahr 1968 zurückverfolgbar: Damals hielt sich Fritz Teufel anlässlich der 23. Delegiertenkonferenz des Sozialistischen Deutschen Studentenbunds (SDS) in Hannover auf und wollte mit Kommilitonen ein Café besuchen. Der Besitzer des Cafés verweigerte ihnen jedoch den Eintritt. Er rief die Polizei, die Unerwünschten stahlen die Auslage des Cafés, die aus zahlreichen Torten bestand, und verwendeten sie als Wurfgeschosse. Der SDS erinnerte in folgenden Jahren an die „Tortenschlacht“ von Hannover.
Der erste einer breiten Öffentlichkeit bekannt gewordene politisch motivierte Tortenwurf war der des belgischen Komikers Noël Godin gegen die französische Schriftstellerin und Filmregisseurin Marguerite Duras 1969. Der Medienerfolg seiner Aktion ermutigte Godin dazu, die Tortung zu seinem künstlerischen Markenzeichen machen. Der bis heute aktive Godin und sein Freundeskreis torteten in den folgenden Jahrzehnten eine Vielzahl von national und international bekannten Prominenten. Godins bisher häufigstes Ziel war der Philosoph und Jetsetter Bernard-Henri Lévy, der am 18. März 2006 zum siebten Mal Opfer von Tortungen seiner Gruppe war. Mit einer Mehrfachtortung des Softwaremagnaten Bill Gates erlangte eine von Godin angeführte Tortergruppe 1998 schließlich internationale Bekanntheit. Godin tritt bei seinen Aktionen gelegentlich unter dem Pseudonym „Georges Le Gloupier“ auf. Die lose Gruppe um Godin bezeichnet sich selbst mal als Internationale Pâtissière (Torten-Internationale), als Pâtissiers sans Frontières (Konditoren ohne Grenzen), in Anlehnung an die bekannten Médecins Sans Frontières (Ärzte ohne Grenzen) oder als Gloup Gloup. In Form von Gruppierungen wie Al Pieda, die Biotic Baking Brigade oder Les Entartistes fand Godin Nachahmer in mehreren Ländern.

## Rechtliche Bewertung
Rechtlich gesehen stellt ein erfolgreicher Tortenwurf eine Beleidigung dar. Bei einem Tortenwurf trifft die Beleidigung mit einer unmittelbar auf den Körper gerichteten Einwirkung zusammen („tätliche Beleidigung“). Somit liegt häufig – aber nicht notwendig – eine Körperverletzung vor, die in Tateinheit zur Beleidigung steht. Ein weiteres mögliches Delikt könnte der Hausfriedensbruch sein.
In der Schweiz gilt das Bewerfen einer Person mit einer Torte als Tätlichkeit und ist strafbar, falls Anzeige erstattet wird. Dabei muss der Tortenwurf für eine Bestrafung keinerlei beleidigenden Charakter haben. Als rechtlicher Fachbegriff hat sich in Anlehnung an die französische Sprache der Begriff der „Entartage“ etabliert.

## Opfer politischer Tortenwürfe

### Ohne Jahresangabe
- Maurice Béjart, Choreograf – durch Noël Godin
- Christoph Blocher, Nationalrat der Schweizerischen Volkspartei
- Jean-Pierre Chevènement, französischer Politiker – durch Noël Godin
- Jean Chrétien, kanadischer Premierminister
- Milton Friedman, Ökonom
- Jean-Luc Godard, Filmemacher
- Bernard-Henri Lévy, Philosoph – wurde bereits siebenmal durch die Gruppe um Noël Godin getortet
- Ueli Maurer, ehemaliger Präsident der Schweizerischen Volkspartei
- Ségolène Royal, französische Politikerin, ehemalige Präsidentschaftskandidatin
- Nicolas Sarkozy, französischer Staatspräsident

### Chronologisch
- Anita Bryant, Anti-Schwulen-Aktivistin mit Besorgnis über „Rekrutierung von Kindern durch Homosexuelle“ bei einer Pressekonferenz am 14. Oktober 1977. Sie fing an, um Vergebung für den Tortenwerfer zu beten, und dass er von seinem „teuflischen Lebensstil“ erlöst werde, was schließlich in Schluchzen überging.[4]
- Jo Leinen, SPD-Politiker, am 10. März 1985 nach dem Sieg seiner Partei bei der Landtagswahl im Saarland 1985.[5]
- Bill Gates im Februar 1998 in Brüssel durch Noël Godin.
- Daniel Cohn-Bendit wurde 1998 durch Aktivisten der französischen Gewerkschaft CNT getortet.
- Wolfgang Schüssel wurde im Mai 1999 (damals noch Außenminister) bei einer Diskussion im Juridicum der Uni Wien mit Schwedenbomben beworfen.
- Hilmar Kabas, Obmann der Wiener FPÖ im April 2000.
- Frank E. Loy, United States Under Secretary of State, während einer Rede im Rahmen der 6. Weltklimakonferenz 2000 in Den Haag durch eine Sahnetorte.
- Hans-Olaf Henkel bei der Semestereröffnung am 18. April 2001 an der Freien Universität Berlin.[6]
- Carl XVI. Gustaf, König von Schweden, wurde am 5. September 2001 von einem 16-Jährigen mit einer Erdbeertorte beworfen, der damit gegen die Monarchie protestieren wollte.
- James Wolfensohn, Weltbank-Präsident, im Jahr 2001 während einer Pressekonferenz in Helsinki mit einer Sahnetorte. Begründet wurde dies mit den Worten „die Weltbank stiehlt den Armen das Brot aus dem Mund“.
- Pim Fortuyn wurde von niederländischen Antirassisten während des Wahlkampfes 2002 durch vier mit Kot gefüllte Torten getortet.
- Walter Baier, Vorsitzender der Kommunistischen Partei Österreichs im November 2004.
- Jörg Dräger, Wissenschaftssenator in Hamburg, bekam den Protest von Studierenden gegen seine Umstrukturierung der Universitäten im Rahmen der Bologna-Reform am 4. Februar 2004 mit einer Torte in das Gesicht.[7]
- Georg Winckler, Rektor der Universität Wien, wurde am 20. Januar 2004 während einer Podiumsdiskussion mit einer Torte beworfen, um damit gegen eine geplante Uni-Reform zu protestieren.[8]
- Peter Gaehtgens wurde als Präsident der Hochschulrektorenkonferenz aus Protest gegen die Einführung von Studiengebühren 2005 an der Uni Tübingen getortet.
- Günther Oettinger, Ministerpräsident des Landes Baden-Württemberg, wurde im November 2007 in Stuttgart von einer Studentin mit einer Schwarzwälder-Kirschtorte beworfen, die damit gegen Ein-Euro-Jobs protestierte.[9]
- Gerd Schwandner, Oberbürgermeister von Oldenburg, am 4. März 2009 durch die Gruppierung Die Überflüssigen.[10]
- Jürgen Trittin wurde am 22. September 2010 während einer Podiumsdiskussion in einem der Republik Freies Wendland nachempfundenen Hüttendorf mit einer Torte beworfen.[11][12]
- André-Joseph Léonard, Primas der katholischen Kirche in Belgien, im April 2011 durch die Gruppe „Die Konditor-Internationale“ wegen der umstrittenen Haltung des Erzbischofs zu den Themen Homosexualität, Abtreibung und AIDS.[13]
- Rupert Murdoch am 19. Juli 2011 während einer Anhörung zum News-International-Skandal durch Jonathan May-Bowles (als Komiker und Aktivist unter dem Namen Jonnie Marbles bekannt) mit einer Torte aus Rasierschaum. Der Tortenwerfer wurde zu vier Wochen Haft verurteilt.[14]
- Torsten Albig, Kieler Oberbürgermeister, SPD, wurde am 21. November 2011 im Kieler Wissenschaftszentrum während einer Veranstaltung von einem Mann mit einer Schwarzwälder-Kirschtorte beworfen. Da Albig auf eine Anzeige verzichtete, wurde gegen den Mann nicht weiter ermittelt.[15]
- Karl-Theodor zu Guttenberg wurde am 2. Februar 2012 in einer Gemeinschaftsaktion von Hedonistischer Internationale und Anonymous getortet.[16][17]
- Philipp Rösler wurde am 8. März 2012 bei einem CeBIT-Rundgang mit einem Tortenstück beworfen. Rösler erstattete gegen den Tortenwerfer Strafanzeige.[18]
- Reinhold Gall, Innenminister des Landes Baden-Württemberg, wurde am 7. Februar 2014 bei einer Tagung an der Evangelischen Hochschule Ludwigsburg mit einem Stück Sahnetorte beworfen. Der 19-jährige Werfer erklärte, Mitglied der Gruppe „Heilbronner Konditorei für konsequente Aufklärung“ zu sein und dagegen zu protestieren, dass der Minister einen NSU-Untersuchungsausschuss in Baden-Württemberg verweigert hätte.[19]
- Der russische Regierungsgegner Alexej Nawalny wurde am 25. Februar 2016 vor seinem Büro getortet. Er bezeichnete die Tortenwerfer als „Clowns“ und meinte, „der Kreml sei so stark und Putin so populär, dass es nur Torten brauche, um ihnen im Kampf gegen die Opposition zu helfen“.[20]
- Beatrix von Storch wurde am 28. Februar 2016 bei einem Treffen der Alternative für Deutschland in Kassel durch die Aktionskünstlergruppe Peng! getortet.[21][22]
- Sahra Wagenknecht wurde am 28. Mai 2016 auf dem Parteitag der Linken von einem Aktivisten mit einer Torte beworfen.[23]
- Thilo Sarrazin wurde am 31. Mai 2016 von einem Aktivisten der Interventionistischen Linken bei einer Lesung in Düsseldorf mit einer Schwarzwälder Kirschtorte beworfen.[24]
- Jörg Meuthen wurde am 29. August 2016 während einer AfD-Veranstaltung im Landkreis Harburg von einem 17-Jährigen mit einer tiefgefrorenen Schwarzwälder Kirschtorte beworfen, wobei Meuthen leicht am Kopf verletzt wurde.[25]
- Beatrix von Storch wurde am 27. November 2016 in Kiel bei einer AfD-Wahlveranstaltung mit einer Torte aus Rasierschaum beworfen.[26] Mit dem Tortenwurf wollte eine 22-jährige Studentin gegen Storchs Aussage protestieren, an der Grenze solle man „Schusswaffen auch gegen Personen einsetzen“.[27][28]
- Mona Lisa wurde am 30. Mai 2022 im Louvre in Paris getortet.
- Constantin Schreiber wurde am 29. August 2023 an der Universität Jena bei einer Buchlesung von Aktivisten mit Torte beworfen.[29]
- Michael O’Leary, Vorsitzender der Billigfluggesellschaft Ryanair, wurde am 7. September 2023 in Brüssel von zwei Klimaaktivistinnen mit Sahnetorten beworfen.[30]
- Christian Lindner, FDP-Parteichef, wurde am 9. Januar 2025 bei einer Wahlkampfveranstaltung in Greifswald mit einer Schaumtorte ins Gesicht getroffen.[31]

## Sonderformen
Das „Puddingattentat“ konnte sich im Gegensatz zum Tortenattentat nicht durchsetzen. Bereits 1967 planten Berliner Studenten ein Puddingattentat gegen den US-Vizepräsidenten Humphrey, dieses konnte von der Polizei verhindert werden. Als einzig erfolgreich durchgeführtes Puddingattentat ist der „Anschlag“ auf Bernd Rabehl bekannt, dieser wurde 1999 von Studenten wegen seiner rechtsextremen Ansichten und Äußerungen mit Pudding attackiert. Weitere aufsehenerregende „Attentate“ mit Lebensmitteln waren die Eierwürfe auf Bundeskanzler Helmut Kohl im Mai 1991 und auf Bundespräsidenten Christian Wulff und auf den hessischen Ministerpräsidenten Volker Bouffier im April 2011.